# Richard Lupino
Pour les articles homonymes, voir Lupino.
Richard Lupino est un acteur américain, né à Hollywood (Californie, États-Unis) le 29 octobre 1929 et décédé à New York le 9 février 2005.

## Filmographie

### Cinéma
- 1951 : Kim de Victor Saville : Sentry (non crédité)
- 1952 : Mariage royal (Royal Wedding) de Stanley Donen : Le groom chanteur de l'ascenseur (non crédité)
- 1954 : Rhapsodie (Rhapsody) de Charles Vidor : Otto Krafft
- 1960 : La Proie des vautours (Never So Few) de John Sturges : Mike Island
- 1961 : Piège à minuit (Midnight Lace) de David Miller : Simon Foster
- 1965 : Grand méchant loup appelle (Father Goose) de Ralph Nelson : Animateur radio (non crédité)

### Télévision
- 1960 : La Quatrième Division : King Neuf sans retour (saison 2, épisode 1) (non crédité)